# Juan Manuel Suárez Japón
Juan Manuel Suárez Japón (Coria del Río, provincia de Sevilla, 23 de agosto de 1945) es un profesor universitario y político andaluz. Catedrático de Geografía Humana en la Universidad Pablo de Olavide de Sevilla hasta septiembre de 2015 y ha sido profesor en las universidades de Córdoba y Cádiz. Ha desarrollado amplia actividad política en el Partido Socialista Obrero Español de Andalucía, Diputado en el Parlamento de Andalucía (1986-1995) y Consejero de Cultura y Medio Ambiente del Gobierno andaluz (1990-1994). El año 2002 fue Comisario para la Celebración del X Aniversario de la Exposición Universal de Sevilla. Entre los años 2000 y 2013 ha presidido el Comité Andaluz de Reservas de la Biosfera (MaB-UNESCO). Desde mayo de 2005 a octubre de 2013 ha sido Rector Magnífico de la Universidad Internacional de Andalucía,

## Carrera
Juan Manuel Suárez Japón, catedrático de Geografía Humana en la Universidad Pablo de Olavide (Sevilla), tras haberlo sido en la Universidad de Cádiz, donde desarrolló la mayor parte de su carrera profesional (1975-1998). Previamente fue profesor en la Facultad de Filosofía y Letras de la recién nacida Universidad de Córdoba. Cursó sus estudios de Geografía e Historia en la Universidad de Sevilla, en la que también se doctoró, en 1979, con un estudio sobre "El hábitat rural en la Sierra de Cádiz: un estudio de Geografía del poblamiento", dirigido por el Dr. José Manuel Rubio Recio.
Posee la Medalla de Oro de la Universidad Internacional de Andalucía y la de la Universidad Pablo de Olavide de Sevilla. En el mes de noviembre de 2016 el Gobierno de Japón, en nombre del Emperador, le concedió la gran Orden del Sol Naciente, destinadas a personalidades que se han destacado por sus aportaciones a las relaciones de amistad hispano japonesa.

### Carrera política
En política, ha sido diputado autonómico por Cádiz (1986-1996), primer delegado provincial de Cultura de la Junta de Andalucía en la provincia de Cádiz (1983-1984), director general del Libro, Bibliotecas y Archivos de la Junta de Andalucía (1984), presidente provincial del PSOE de Cádiz y consejero de Cultura y Medio Ambiente de la Junta de Andalucía (1990-1994). También fue Comisario para los actos conmemorativos del X Aniversario de la Expo 92 de Sevilla.

### Obra
Autor de una importante obra geográfica, con investigaciones orientada en torno a dos espacios y áreas temáticas: el gaditano y el del Bajo Guadalquivir. En ambos casos, sus estudios han tratado de forma dominante procesos históricos de asentamientos humanos en el espacio, modos de vida y permanencias y cambios paisajísticos. Es además un reconocido estudioso de la cultura flamenca, a la que ha dedicado numerosos artículos en revistas especializadas. Ha sido miembro del Consejo Asesor del Instituto Andaluz de Flamenco (Junta de Andalucía). Presidió el Congreso del Centenario de Antonio Mairena (2009) y el I Congreso Internacional de Flamenco (Sevilla, noviembre de 2011). Ha presidido el tribunal de los DEA (Diplomas de Estudios Avanzados del Programa de Doctorado "El Flamenco, una aproximación multidisciplinar a su estudio" de la Universidad de Sevilla). Asiduo conferenciante y autor de los libros: Gracias a la vida. Conversaciones con Cristina Hoyos (Fundación Lara-Planeta) , Escritos Flamencos (Grupo Joly) ; el capítulo sobre "La Geografía y el Flamenco" en la magna Historia del Flamenco de la Editorial Tartessos. Sevilla; "Sinelo Calorró. Conversaciones con Manuel Morao". Diputación Provincial de Cádiz. 2014; y "Confesión de parte". Colección Flamenco y Universidad. Cátedra de Flamencología de la Universidad de Sevilla, Universidades de Andalucía, Instituto Andaluz de Flamenco y Libros con Duende. Sevilla. 2016.
A todo ello han venido a unirse sus actuales trabajos acerca del apellido Japón en Coria del Río (Sevilla) y sus vínculos con la Historia y la Cultura japonesa, de las que son frutos sus libros "Japonés y Japoneses a orillas del Guadalquivir" (Coord) (Cajasol. 2007), y "De Sendai a Coria del Río: historias de Japonés y japoneses" (Universidad de Sevilla. 2014). Es Vicepresidente Ejecutivo de la Asociación de Amistad Hispano Japonesa de Coria del Río, de la que fue miembro fundador.

### Reconocimientos
Posee la Medalla de Plata de la Universidad de Cádiz (25 aniversario de su creación), la Medalla al Mérito de la Universidad Pablo de Olavide de Sevilla, la Medalla de Oro de la Universidad Internacional de Andalucía y la "Orden del Sol Naciente" concedida por el gobierno de Japón, en nombre del Emperador, para reconocer sus trabajos de difusión de la cultura japonesa en España y sus actividades a favor de la amistad hispano-japonesa. Así mismo posee la Moción de Reconocimiento de la Universidad de Antioquia (Medellín-Colombia. Noviembre 2011).

## Libros publicados
- El hábitat rural en la Sierra de Cádiz (1982)
- La casa salinera en la bahía de Cádiz (1989)
- Frontera, territorio y poblamiento en la provincia de Cádiz (1991)
- El derribo de las murallas de Cádiz; crónica de una transformación urbana (1999)
- Guadalquivir por Coria: estudios geohistóricos (2000)
- Caminos y Paisajes del Bajo Guadalquivir (2002)
- Andalucía y el 92;crónicas de un actor secundario (2003)
- Las miradas del agua. (coord.) (2004)
- Japonés y Japoneses a orillas del Guadalquivir (Homenaje a Vireginio Carvajal Japón (coord.)(2007)
- Por el río abajo. Un viaje literario por la marisma del Guadalquivir(2010)
- Gracias a la vida. Conversaciones con Cristina Hoyos(2006)
- Escritos Flamencos (2004)
- La Torre del Oro. (Colección "Sevilla Monumental"-El Correo de Andalucía) (2005)
- El Año del Varal. Crónica del Rocío 2011 (2012)
- De Sendai a Coria del Río: historias de japoneses y Japonés. Universidad de Sevilla. 2014
- Sinelo Calorró (soy gitano). Conversaciones con Manuel Morao. Diputación Provincial de Cádiz. Cádiz. 2014. 434 páginas. Reeditado: "Yo nunca a mi ley falté". Nobloch, 2023
- Aquello era Doñana y otros relatos del río y la marisma. Diputación Provincial de Sevilla. Sevilla. 2015
- Confesión de parte. Cátedra de Flamencología de la Universidad de Sevilla y Libros con Duende. Sevilla. 2016
- El camino de la orilla. Editorial Anante. Sevilla. 2017.
- La katana perdida. Editorial Renacimiento. Sevilla. 2022